# 菅沼 (群馬県)

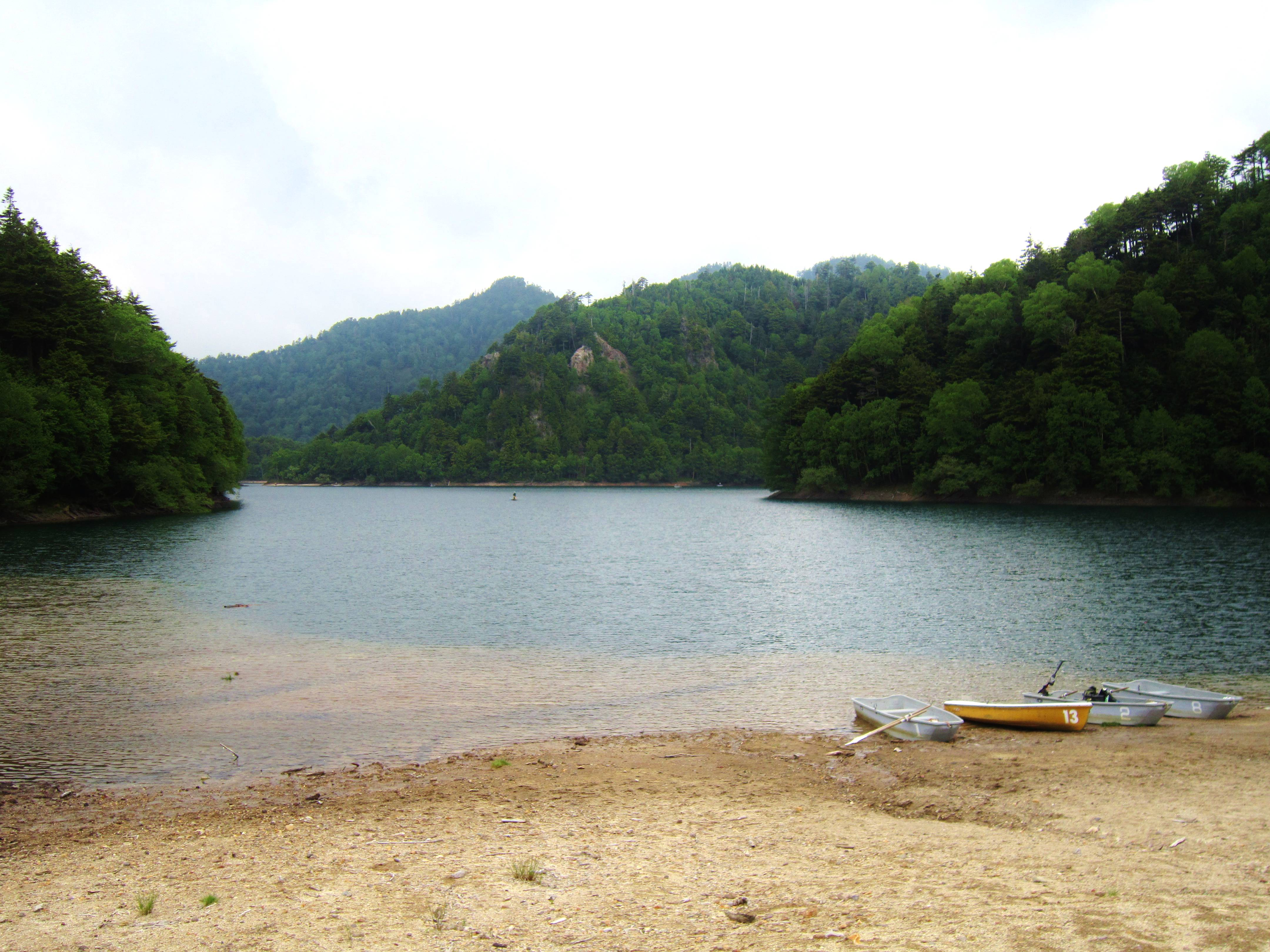
東岸のキャンプ場より

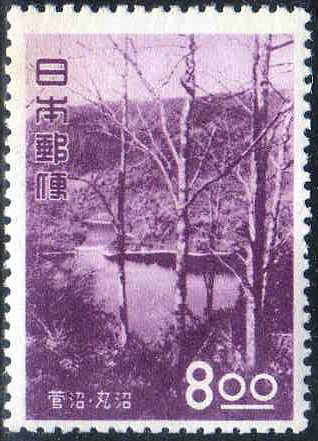
1951年（昭和26年）、丸沼とともに新日本観光地百選に選定されたことを記念して発行された切手（記念切手）。

菅沼（すがぬま、すげぬま）は、群馬県利根郡片品村にある湖沼。日光国立公園、日本百景、新日本観光地百選、21世紀に残したい日本の自然100選。透明度本州一。

## 地理
片品村の東部、日光白根山の北麓に位置する。標高1,731メートル、湖面積0.77平方キロメートル、周囲長6.5キロメートル、水深は最大で75メートルである。湖岸線は複雑に入り組んでおり、大きく3つの湖に分かれている。これらは東から順に、清水沼・弁天沼・北岐沼（きたまたぬま）という名前が付いている。菅沼の水は西の「八丁滝」より流出し、丸沼へと至る。この滝は菅沼から丸沼までの8町を、水が勢い良く流れ落ちるところから名付けられたとされ、「八町滝」とも書く。

## 成因
日光白根山由来の溶岩で川がせき止められて誕生した堰止湖である。1930年代、当地に水力発電所が建設され、下流の丸沼 へと水を落としたことから、もともと1つの湖だった菅沼は3つに分かれた。現在でも水力発電の影響で水位の上下があり、湖岸が荒廃する原因とされている。

## 水質
湖沼型は貧栄養湖の様相を示す。雪解け水が流れ込むことから、夏でも低水温である。
透明度は13.2メートルで、日本の湖沼としては最も深い北海道の摩周湖（28メートル）、倶多楽湖（22メートル）、支笏湖（17.5メートル）、パンケトー（14メートル）に次いで5番目に位置し、本州の湖沼としては山梨県の本栖湖（11.2メートル）や長野県の青木湖（9.8メートル）を抑えて1番目に位置する。かつては19メートルとの記録もあったが、金精道路（国道120号）の開通により周辺の山々からの水が道路の側溝を通じて流入し、透明度が10メートル前後を推移するようになった。

## 利用
- 漁業 - マスの養殖[1]。
- 水力発電 - 東京電力丸沼発電所（1939年2月運転開始）に送水し、最大4,300キロワットの電力を発生する[11][12]。
- 観光 - 湖畔にキャンプ場がある[1]。

## 交通アクセス
公共交通機関
JR沼田駅から路線バスに乗車し105分、丸沼高原スキー場より徒歩。
自家用自動車
国道120号・金精道路沿い。関越自動車道・沼田インターチェンジから自動車で90分。無料の駐車場がある。なお、毎年12月下旬から4月下旬にかけての間は冬期閉鎖により通行止めとなる。